# 栃木県道275号大山田下郷小砂線
栃木県道275号大山田下郷小砂線（とちぎけんどう275ごう おおやまだしもごうこいさごせん）は、栃木県那須郡那珂川町を通過する一般県道である。
花立峠前後の約1kmの区間は自動車交通不能区間である。

## 概要

### 路線データ
- 総延長：5.174km[1]
- 実延長：5.174km[1]
- 起点：栃木県那須郡那珂川町大山田下郷（国道461号交点）
- 終点：栃木県那須郡那珂川町小砂（栃木県道27号那須黒羽茂木線交点）
- 認定：1974年（昭和49年）3月29日

## 歴史

### 年表
- 1974年（昭和49年）3月29日 - 一般県道として認定。

## 路線状況

### 交通量
24時間自動車類交通量（台/日）
- 324（推定値）

## 地理

### 通過する自治体
- 栃木県
  - 那須郡那珂川町